# Sexy MF
Sexy MF (ook geschreven als Sexy M.F.) is een nummer van de Amerikaanse zanger Prince and The New Power Generation uit 1992. Het is de eerste single van zijn veertiende studioalbum Love Symbol Album. "Sexy MF" staat voor "sexy motherfucker". Omdat deze titel voor wat opschudding zorgde, werd er voor de Amerikaanse radio een "clean version" gemaakt, genaamd "Sexy Mutha".
Het nummer werd vooral een hit in de Europa en Oceanië. In de Amerikaanse Billboard Hot 100 flopte het nummer echter met een 66e positie. In de Nederlandse Top 40 was het nummer wel succesvol met een 4e positie, en in de Vlaamse Radio 2 Top 30 ook met een 10e positie.